# حاجي أباد
حاجي أباد (بالفارسية: حاجی‌آباد) هي منطقة سكنية تقع في إيران في البلدة المركزية. يقدر عدد سكانها بـ 18,346 نسمة .